# Myrmecocichla nigra
Myrmecocichla nigra е вид птица от семейство Muscicapidae.

## Разпространение
Видът е разпространен в Ангола, Бурунди, Габон, Гвинея, Замбия, Камерун, Република Конго, Демократична република Конго, Кения, Нигерия, Руанда, Сенегал, Судан, Танзания, Уганда, Централноафриканската република и Южен Судан.